# Ace of Spades (canción)
«Ace of Spades» es una canción de la banda británica Motörhead, que se lanzó el 27 de octubre de 1980 como sencillo del álbum homónimo, publicado pocos días después. El corte promocional se lanzó en formato de vinilo de 12 pulgadas con «Dirty Love» en su cara B, canción descartada del álbum, y que luego se retomó en las ediciones posteriores como pista adicional.
En una entrevista con la revista Bass Player, Lemmy Kilmister, vocalista líder, se refirió a «Ace of Spades» como una de «las mejores canciones que escribió» y la consideró parte de la identidad del grupo. Esta integró a menudo el repertorio de los conciertos en vivo, aparece a su vez en el álbum recopilatorio No Remorse (1984), y en los álbumes en vivo Nö Sleep at All (1990) y Everything Louder than Everyone Else (1999).
Diversas publicaciones destacaron a la canción como una de las más notables de la banda, entre ellas la revista Loudwire que la colocó en el primer puesto de la lista de las 10 mejores canciones de Motörhead. Sobre su impacto en la cultura, VH1 la mencionó en el décimo puesto de las listas de las 100 mejores canciones de hard rock y las 40 canciones más grandiosas del metal; NME la incluyó en el conteo de las 500 canciones más grandiosas de la historia. Ha sido versionada en múltiples oportunidades, incluyendo en el álbum tributo a la banda de 2022 Löve Me Förever: A Tribute To Motörhead.

## Contenido

### Lista de canciones
1. «Ace of Spades» (Ian Kilmister, Eddie Clarke, Phil Taylor) - 2:49
2. «Dirty Love» (Kilmister, Clarke, Taylor) - 2:57

### Formación
- Lemmy Kilmister - bajo y voz
- Eddie Clarke - guitarra
- Phil Taylor - batería[11]